# Dixie (piosenka)
Dixie (znana także pod tytułami I Wish I Was in Dixie oraz Dixie Land) – amerykańska pieśń, jeden z najbardziej znanych amerykańskich utworów muzycznych XIX wieku. Dzięki swojej popularności piosenka przyczyniła się do popularyzacji określenia Dixie, jako terminu oznaczającego mieszkańca Południa Stanów Zjednoczonych.

## Autorstwo
Przyjmuje się, że utwór powstał około 1859 roku. Większość źródeł przypisuje autorstwo Dixie Danielowi Decaturowi Emmettowi, choć jeszcze za życia Emmetta inni ludzie utrzymywali, że są autorami utworu. Emmett był kompozytorem tak zwanych minstrel show i wielokrotnie opowiadał o powstaniu piosenki, zmieniając treść swojej opowieści niemalże za każdym razem. Na przestrzeni lat prawdopodobny autor miał między innymi mówić, że napisał Dixie w kilka minut, w ciągu jednej nocy, lub w kilka dni. Najbardziej znana wersja tej opowieści mówi, że pewnej niedzieli Jerry Bryant (szef zespołu Bryant’s Minstrels) zlecił Emmettowi napisanie szybkiego kawałka na poniedziałek. Emmett miał się zamknąć w swoim nowojorskim mieszkaniu i skomponować utwór w ciągu jednej nocy. W innych opowieściach Emmett miał pisać utwór w ciągu burzliwej nocy (lub chłodnego popołudnia) i wpaść na pomysł melodii gdy za oknem uderzył piorun. Pod koniec swojego życia Emmett utrzymywał, że utwór powstał na długo zanim przeprowadził się do Nowego Jorku (czyli około 1843 roku).
Oficjalna publikacja utworu (pod tytułem „I Wish I Was in Dixie’s Land”) nastąpiła 21 czerwca 1860 roku nakładem wydawnictwa Firth, Pond & Company (które zajmowało się między innymi wydawaniem zeszytów z utworami muzycznymi i dystrybucją instrumentów).
Jednym z konkurencyjnych do Emmetta autorów Dixie miał być między innymi William Shakespeare Hays, amerykański poeta rodem z Południa, który miał ponoć silne dowody, ale zmarł zanim zdążył pokazać je światu. Jako że piosenka ukazywała się w licznych śpiewnikach i gazetach na terenie całych Stanów Zjednoczonych, autorstwo przypisywano osobom powiązanym z tymi wydawnictwami, a nawet zupełnie fikcyjnym postaciom mającym podkreślić „legendarne” pochodzenie utworu (autorem miał być na przykład „Dixie Jr.”). Cztery lata po śmierci Emmetta w 1908 roku aż 37 osób zgłaszało zastrzeżenia do autorstwa Dixie.

## Dixieprzed i w trakcie wojny secesyjnej
Przed wybuchem wojny secesyjnej piosenka zyskała dużą popularność nie tylko na Południu, ale także w innych częściach Stanów Zjednoczonych, szybko stała się przebojem wśród brytyjskich marynarzy przemierzających Atlantyk. Była to ulubiona piosenka Abrahama Lincolna (który urodził się na Południu, w stanie Kentucky), do tego stopnia, że była wykorzystywana podczas jego kampanii wyborczej w 1860 roku.
Popularność Dixie rosła błyskawicznie, całkowicie bez jakiegokolwiek kontekstu politycznego. Zmieniło się to gdy piosenka spodobała się w Charleston (Karolina Południowa), w czasie głosowania za odłączeniem się od Unii (secesją) w grudniu 1860. Z czasem nabrała charakteru hymnu narodowego i była śpiewana w trakcie inauguracji prezydenta Skonfederowanych Stanów Ameryki Jeffersona Davisa 18 lutego 1861 roku. Emmett miał powiedzieć, że gdyby wiedział, w jaki sposób zostanie wykorzystana jego piosenka (to jest politycznie), nigdy by jej nie napisał. W okresie poprzedzającym wojnę bardzo popularne były przeróbki Dixie mające wydźwięk jednoznacznie polityczny i pro-secesyjny (jedna z przeróbek nosiła tytuł „The War Song of Dixie”). Na Południu bardzo popularne były teorie świadczące na niekorzyść Emmetta jako autora (ze względu na jego jankeskie korzenie), generalnie wierzono, że piosenka jest tradycyjnym utworem robotników z Południa.
Wersje polityczne Dixie powstawały również na Północy, do ich tworzenia zachęcał również sam Emmett. Wielu mieszkańców stanów północnych wierzyło, że opisana w treści piosenki „kraina bawełny” to Północ, lub plantacja należąca do historycznej postaci, zamieszkującej w jednym z północnych stanów. Jedną z popularniejszych wersji mówi o Panu Dixie, farmerze z Manhattanu, który był sprawiedliwy dla swoich niewolników.

## Dixiewspółcześnie
W XX wieku pieśń, wraz z innymi symbolami Południa (między innymi flagą) zaczęła być traktowana jako rasistowski relikt czasów niewolnictwa, segregacji i dominacji „białych panów”. Takie traktowanie Dixie jest spowodowane nie tylko historyczną pozycją Dixie w czasie wojny secesyjnej, ale też używaniem tej pieśni przez przeciwników równouprawnienia, jak również różnych organizacji o poglądach skrajnie prawicowych.
Z drugiej strony dla wielu mieszkańców współczesnego Południa Dixie, a wraz z nią inne symbole Konfederacji, są spuścizną po bogatej kulturze tamtych rejonów. Symbolizują przywiązanie do tej kultury i biorą udział w tworzeniu tożsamości Południowców. Dla wielu Amerykanów Dixie jest jedną z wielu pieśni patriotycznych, która winna być traktowana na równi z Yankee Doodle, America the Beautiful i Battle Hymn of the Republic.

## Słowa
Najpopularniejsza wersja Dixie opowiada o tęsknocie za „krainą bawełny”, zwanej „Dixie Landem”, w której „dawne zwyczaje nie zostały zapomniane”. Kraina ta jest jednocześnie miejscem urodzenia podmiotu lirycznego i miejscem gdzie chciałby żyć i umrzeć, a gdzie się aktualnie nie znajduje. Poniżej wersja współczesna, pozbawiona archaizmów językowych:
I wish I was in the land of cotton, old times there are not forgotten,
Look away, look away, look away, Dixie Land.
In Dixie Land where I was born in, early on a frosty mornin',
Look away, look away, look away, Dixie Land.
Then I wish I was in Dixie, hooray! hooray!
In Dixie Land I'll take my stand to live and die in Dixie,
Away, away, away down South in Dixie,
Away, away, away down South in Dixie